# Karol López Vidal
Karol López Vidal, Carlos López Vidal (ur. 15 listopada 1894 w Gandii, zm. 6 sierpnia 1936) – hiszpański członek Akcji Katolickiej, błogosławiony Kościoła katolickiego.

## Życiorys
Podjął studia w szkole Pijarów. W kolegiacie rodzinnego miasta pełnił posługę jako zakrystianin, był także był członkiem Akcji Katolickiej. Został aresztowany w sierpniu 1936 roku i rozstrzelany, stając się jedną z ofiar antykatolickich prześladowań religijnych okresu wojny domowej w Hiszpanii.
Karola Lópeza Vidal beatyfikował Jan Paweł II w dniu 11 marca 2001 roku jako męczennika zamordowanego z nienawiści do wiary (łac. odium fidei) w grupie 232 towarzyszy Józefa Aparicio Sanza.